# دانیله سلینتو
دانیله سلینتو (انگلیسی: Daniele Celiento؛ زادهٔ ۶ اوت ۱۹۹۴) بازیکن فوتبال اهل ایتالیا است.
از باشگاه‌هایی که در آن بازی کرده‌است می‌توان به باشگاه فوتبال پیستویزه، باشگاه فوتبال ناپولی، و باشگاه فوتبال روبور سیه‌نا اشاره کرد.
وی همچنین در تیم ملی فوتبال زیر ۱۹ سال ایتالیا بازی کرده‌است.